# جورج باتن (شخصية أعمال)
جورج باتن (بالإنجليزية: George Batten)‏ هو شخصية أعمال أمريكي، ولد في 19 يونيو 1854، وتوفي في 16 فبراير 1918.